# Nationaal-Democratische Partij (Georgië)
De Nationaal-Democratische Partij (Georgisch: ეროვნულ-დემოკრატიული პარტია, Erovnoel-Demokratioeli Partia, afgekort als EDP of NDP) is een centrum-rechtse en christendemocratische politieke partij in Georgië. Het is een van de oudste politieke partijen in het land. Ze beschouwt zich als de opvolger van de gelijknamige partij in de Democratische Republiek Georgië, maar heeft er geen directe relatie mee. De partij beleefde in de jaren 90 van de 20e eeuw haar hoogtepunt van politieke invloed, maar speelde daarna een kleine rol.

## Geschiedenis
De Nationaal-Democratische Partij was oorspronkelijk een rechtse partij in de mensjewistisch georiënteerde Democratische Republiek Georgië. Ze was ideologisch geworteld in het liberaal-nationalistische gedachtegoed van Ilia Tsjavtsjavadze, de denker die een grote invloed had op het nationale zelfbewustzijn in Georgië. Deze partij zat in het eerste democratisch verkozen parlement van Georgië, maar werd na de sovjetisering door de communistische autoriteiten in 1923 opgeheven. De partij was daarna decennialang in ballingschap ondergronds actief, maar doofde uit toen de laatste direct betrokken ballingen overleden waren.

### Heroprichting en anti-Sovjetverzet

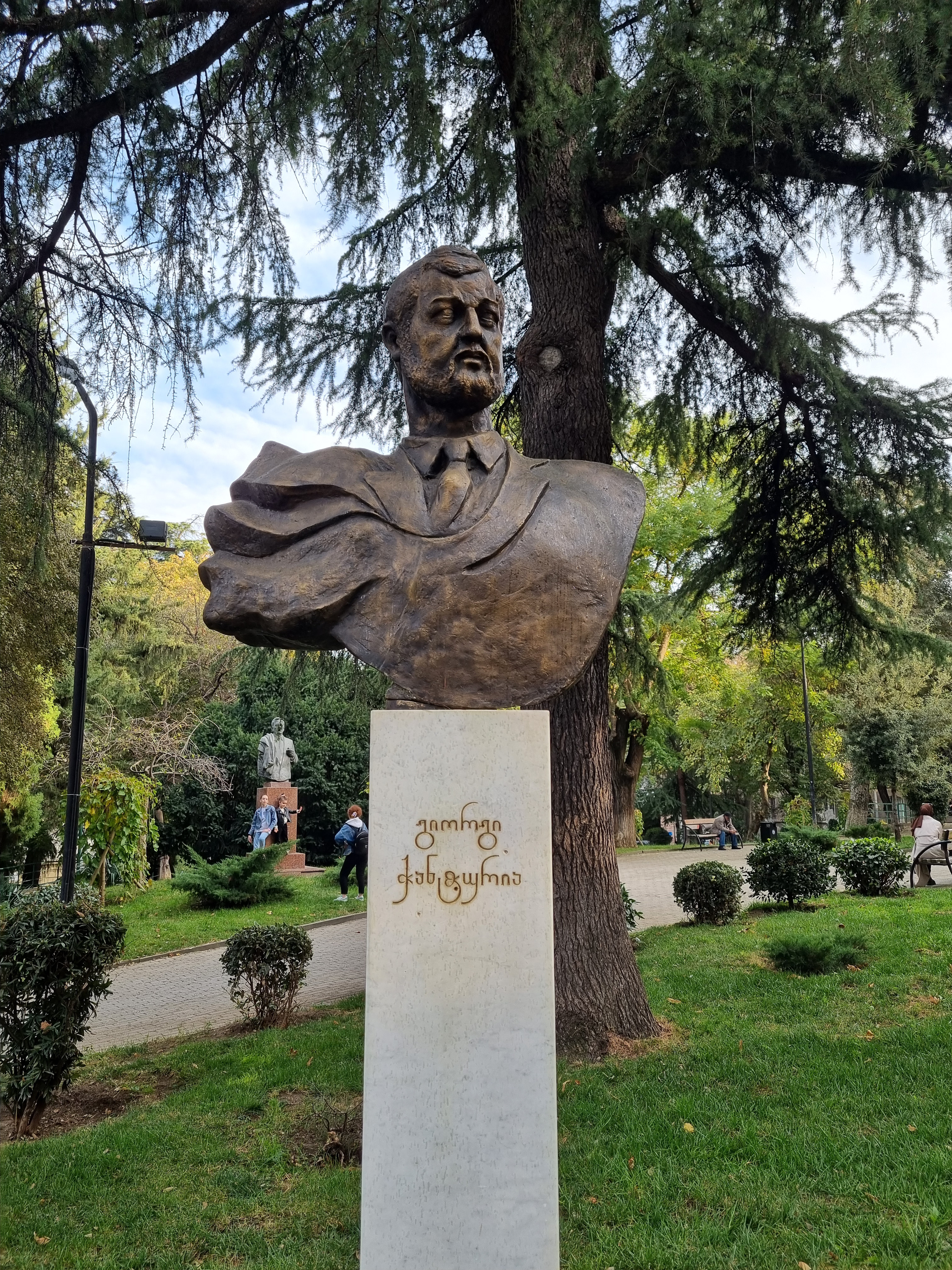
Buste van Giorgi Tsjantoeria in het 9 Aprilpark achter de nationale kunstgalerie in Tbilisi in de Roestavelilaan.

Giorgi (Gia) Tsjantoeria en geestverwanten richtten op 8 februari 1981 in de Georgische sovjetrepubliek een nieuwe Nationaal-Democratische Partij (NDP) op, met Tsjantoeria als voorzitter. Belangrijkste doelstelling was de Georgische onafhankelijkheid te herstellen en de afschaffing van het socialistische regime in Georgië te bewerkstelligen. De partij werd pas in 1992 wettelijk geregistreerd, toen Georgië onafhankelijk was.
De NDP was meteen een actieve factor in het groeiende maatschappelijke verzet tegen het communistische regime. Ze verspreidde proclamaties en verboden literatuur in steden als Tbilisi, Koetaisi, Zestafoni en Soechoemi. Tijdens de 200-jarige viering van het Verdrag van Georgiejevsk in 1983 werden op initiatief van Tsjantoeria demonstraties hiertegen georganiseerd. Het verdrag maakte in 1783 van Georgië een Russisch protectoraat en was de opmaat voor de tsaristisch Russische annexatie van Georgië in de 19e eeuw. Het stond daarmee symbool voor de Russische overheersing. Tsjantoeria werd vanwege het protest gearresteerd en werd twee jaar naar Rusland verbannen.
Na zijn terugkeer zette de partij haar activiteiten ondergronds voort. In november 1988, vlak voor het eerste partijcongres, organiseerde de partij een manifestatie voor het Georgische parlement, waar voor het eerst de eis voor onafhankelijkheid van Georgië openlijk geuit werd. De manifestatie liep uit op een massahongerstaking, waar ook andere dissidente leiders aan meededen, waaronder Merab Kostava en Zviad Gamsachoerdia. Het was de opmaat naar grootschalige anti-Sovjet demonstraties in april 1989, waar dezelfde leiders bij betrokken waren, die eindigden in een gewelddadige ingreep van Sovjettroepen.
De partij geloofde in een geweldloze nationalistische strijd voor onafhankelijkheid en stond daarmee tegenover de revolutionaire nationale beweging van Zviad Gamsachoerdia, die de confrontatie zocht met andere etnische groepen in Georgië, zoals de Osseten en Abchaziërs. De NDP geloofde niet in deelname aan de door de Sovjets georganiseerde eerste meerpartijenverkiezing in 1990, in tegenstelling tot Gamsachoerdia, die met zijn Ronde Tafel — Vrij Georgië de macht naar zich toe kon trekken. De NDP en andere oppositiepartijen organiseerden een parallelle verkiezing voor een Nationaal Congres. De partij zou bijna een derde van de stemmen hebben gekregen, maar het congres kwam niet van de grond, waardoor de NDP politiek buitenspel kwam te staan.

### Jaren van invloed

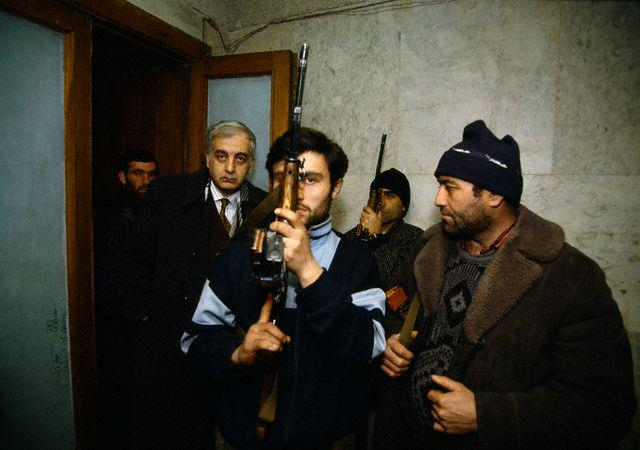
De autoritaire president Zviad Gamsachoerdia werd op 6 januari 1992 verjaagd door een staatsgreep. Het was het kantelpunt voor de politieke invloed van de NDP.

De NDP ging in oppositie tegen de regering van Gamsachoerdia, die Georgië naar de onafhankelijkheid had geleid, met name vanwege het ondemocratische karakter van de regering. Op 2 september 1991 organiseerde de NDP een anti-regeringsdemonstratie, die hardhandig door de autoriteiten werd onderdrukt. Dit lokte meer anti-regeringsdemonstraties uit in Tbilisi en elders in Georgië tegen het toenemend autoritaire bewind van Gamsachoerdia.
Tsjantoeria en zijn vrouw werden midden september gearresteerd, toen zij op weg waren naar Moskou en het vliegtuig op last van de autoriteiten na twintig minuten terugkeerde naar Tbilisi. Tsjantoeria werd aangeklaagd voor deelname aan een samenzwering met Moskou om Gamsachoerdia af te zetten. Hij werd als de hoofdverantwoordelijke gezien voor de gespannen situatie in Tbilisi. Tsjantoeria waarschuwde vanuit de gevangenis er juist voor dat er een staatsgreep werd voorbereid door Russische infiltranten in de regering en riep zijn partijleden op zich niet te laten provoceren. Enkele maanden later werd Gamsachoerdia door een gewapende staatsgreep afgezet.
De NDP nam in maart 1992 zitting in de Staatsraad, die het parlement tijdelijk verving en die geleid werd door Edoeard Sjevardnadze. De partij had succes in de verkiezingen van oktober 1992 en regeerde vervolgens mee. In deze periode werd onder leiding van Sjevardnadze een nieuwe grondwet gemaakt. De NDP leverde niet alleen ministers, maar ook de voorzitter van de juridische parlementscommissie, Sjalva Natelasjvili, die later de Georgische Arbeiderspartij zou oprichten. De partij was op het hoogtepunt van haar invloed, maar trok zich begin 1994 terug uit de regering, toen Sjevardnadze Georgië lid had gemaakt van het Gemenebest van Onafhankelijke Staten. Dit was voor de NDP onacceptabel. Sjevardnadze had in het najaar van 1993 de hulp ingeroepen van Rusland om het hoofd te bieden aan de rebellie in Mingrelië van Zviadisten, sympathisanten van de verjaagde Gamsachoerdia. Het GOS-lidmaatschap was de prijs die Georgië moest betalen voor de Russische steun.
In het najaar van 1994 werd Tsjantoeria benoemd tot secretaris-generaal van de Oost-Europese tak van de Christen-Democratische Internationale. Op 3 december 1994, de derde en afsluitende dag van het partijcongres van de NDP, werd hij vermoord. Ook zijn lijfwacht kwam bij de aanslag om het leven en zijn echtgenote Irina Sarisjvili raakte ernstig gewond. Het motief noch de daad zelf werd ooit opgehelderd, maar hij werd destijds gezien als mogelijke concurrent voor Sjevardnadze voor het presidentschap. De aanslag zou door leden van de Mchedrioni gepleegd zijn. Betrokkenen vermoedden een plot van de Russische veiligheidsdiensten en Georgische regeringsfunctionarissen.

### Tijdperk Sarisjvili (1994-2003)
Irina Sarisjvili leidde na de dood van Tsjantoeria de NDP, maar zij kon interne meningsverschillen en persoonlijke conflicten niet voorkomen. In mei 1996 scheurde de partij, toen het grootste deel van de parlementsfractie zich afsplitste en met weggelopen leden de Volkspartij begonnen. Ondanks de scheuring wist de NDP zich in de lokale verkiezingen van 1998 nog te handhaven met ruim zeven procent van de stemmen, maar in de parlementsverkiezingen van 1999 verloor de partij al haar zetels, doordat ze ruim onder de kiesdrempel zakte. De partij was zelf initiator van de verhoging van de kiesdrempel van vijf naar zeven procent, terwijl de regerende Burgerunie juist een verlaging naar drie procent had voorgesteld.
Het bleek een strategische inschattingsfout van de NDP, die had gehoopt dat ze door de kiesdrempel de rechts-conservatieve oppositie kon verenigen voor genoeg massa in de polaire strijd tussen Sjevardnadze's Burgerunie en Abasjidze's Wedergeboorte van Georgië. De NDP had met name de nieuwe Industrie Zal Georgië Redden van industrieel Gogi Topadze op het oog, maar deze was niet geïnteresseerd. In de coalitie Nationaal-Democratische Alliantie van de NDP zaten uiteindelijk alleen de Republikeinse Partij en een splinterpartij van ondernemers. Veel andere kleine partijen kozen voor aansluiting bij de Burgerunie of Wedergeboorte. Ook de scheuring was voor zowel de NDP als Volkspartij een verlies. Samen zouden ze genoeg stemmen hebben gekregen om zich te handhaven in het parlement. De NDP raakte daarna uit de gratie door strategische blunders en een wispelturige koers. 

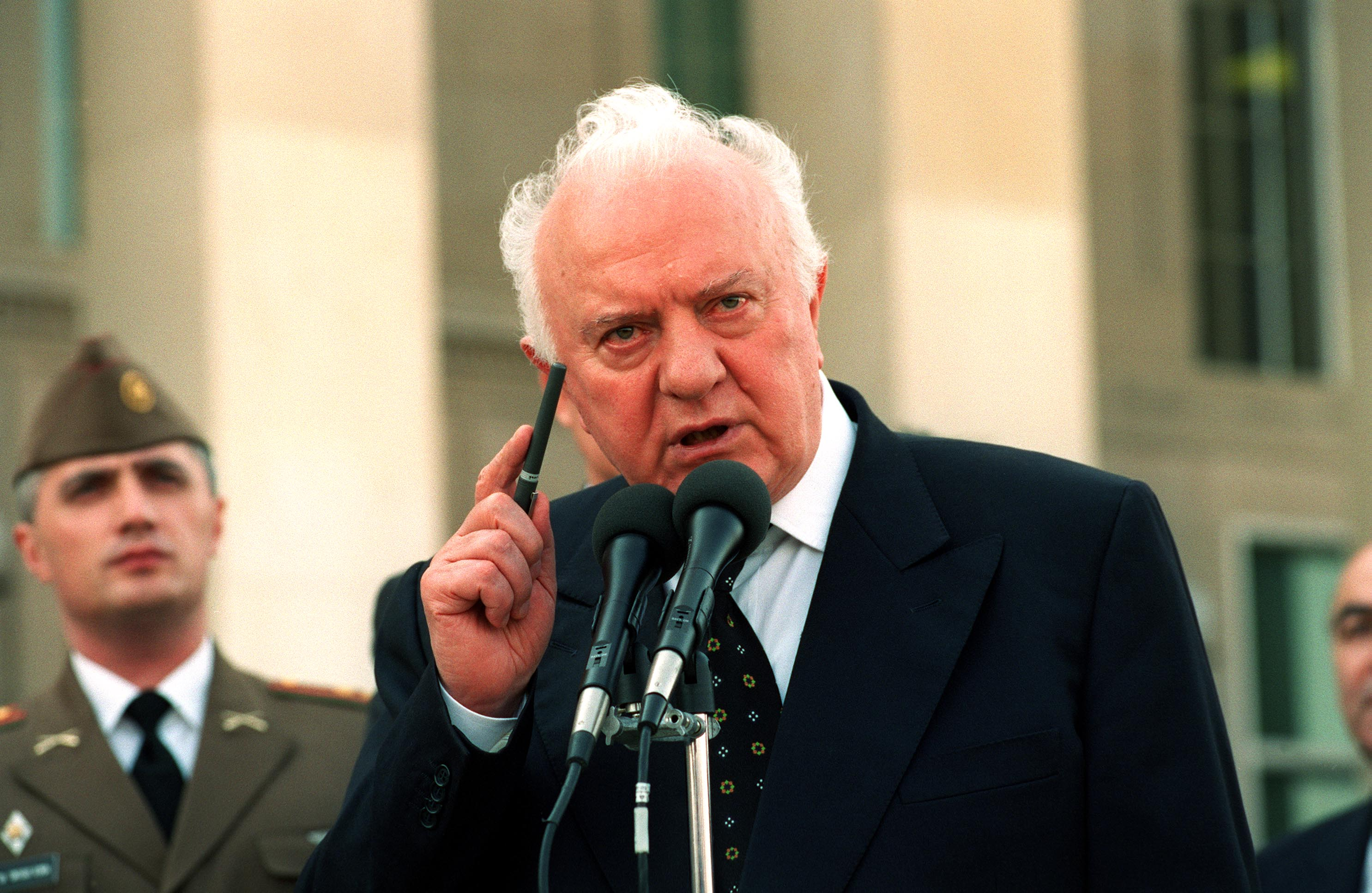
De NDP isoleerde zichzelf onder partijleider Sarisjvili door het wispelturige karakter en door op cruciale momenten de loyaliteit bij de impopulaire president Sjevardnadze te leggen (afgebeeld Sjevardnadze in 2001).

In oktober 2001 stond Sarisjvili voor de NDP kandidaat voor een parlementszetel tijdens een tussentijdse verkiezing in het kiesdistrict Vake van Tbilisi. Ze werd daarbij gesteund door Sjevardnadze en stond tegenover de activistische hervormer Micheil Saakasjvili, die ontslag had genomen uit het kabinet van Sjevardnadze. In dezelfde maand viel de politie kantoren van tv-zender Rustavi2 binnen, waarna duizenden bij het parlement demonstreerden voor het ontslag van ministers. De NDP isoleerde zichzelf van de rest van de oppositie door de regering te verdedigen en de opwinding een verzinsel te noemen. Ze beschuldigde zowel Saakasjvili als parlementsvoorzitter Zoerab Zjvania van het organiseren van de protesten.
In de zomer van 2002 probeerde de NDP de oppositie te consolideren als voorbereiding op de verkiezingen in 2003, en wist daarbij de Traditionalisten en de Verenigde Democraten van Zjvania aan zich te binden. In februari 2003 volgde een verdere consolidatiepoging onder regie van de Nieuwe Rechtsen, maar in april 2003 verraste de NDP haar gesprekspartners door met de electorale alliantie 'Voor een Nieuw Georgië' van Sjevardnadze in zee te gaan. Na de frauduleus verlopen parlementsverkiezingen van november 2003 braken grootschalige protesten uit. Sarisjvili eiste als woordvoerder van de alliantie dat de autoriteiten niet moesten buigen voor deze "chantage" van de oppositie.
Drie dagen na het aftreden van Sjevardnadze als gevolg van de Rozenrevolutie werd Sarisjvili uit haar functie van partijleider gezet. Batsjoeki Kardava nam het voorzitterschap van haar over. Hij was al sinds 1989 lid van de partij en had sindsdien verschillende functies in het leiderschap vervuld, waaronder assistent van partijleider Tsjantoeria en de eerste voorzitter van de jongerentak van de NDP, de eerste politieke jongerenafdeling in Georgië.

### Rechts-conservatieve oppositiebondjes
Na de Rozenrevolutie werden de verkiezingsresultaten van de 150 evenredig verkozen zetels van het parlement geannuleerd en werden in het voorjaar van 2004 hiervoor nieuwe verkiezingen uitgeschreven. De NDP en andere conservatieve partijen zochten elkaar op voor een nieuwe alliantie, in oppositie tegen de revolutionaire wind van president Saakasjvili en premier Zjvania. De NDP wist geen aansluiting te krijgen bij de combinatie van de Nieuwe Rechtsen en Industrie Zal Georgië Redden en was veroordeeld tot samenwerking met de kleinere Traditionalisten. Het gezamenlijke programma was nauwelijks te onderscheiden van de belangrijkste  concurrenten in de oppositie en de inmiddels regerende Verenigde Nationale Beweging van president Saakasjvili. De alliantie kreeg ruim twee procent van de stemmen en bleef daarmee buiten het parlement.
De afgenomen populariteit maakte ook dat de partij niet meer betrokken werd bij nieuwe coalitievorming in oppositiekringen. In oktober 2005 vonden in vijf districten tussentijdse verkiezingen plaats voor parlementszetels. De NDP werd vanwege haar recente gebrek aan electoraal succes buiten een oppositieverbond gehouden van de Arbeiderspartij, Nieuwe Rechtsen, 'Conservatieven' en 'Vrijheid'. De partij deed zonder succes alleen in het district Isani van Tbilisi mee met een eigen kandidaat. Een jaar later boycotten de NDP en de Nieuwe Rechtsen de gemeenteraadsverkiezingen, omdat ze in hun ogen toch oneerlijk zouden verlopen.
De NDP trok in de daaropvolgende periode op met de Nieuwe Rechtsen en Industrie Zal Georgië Redden. Ze steunde Davit Gamkrelidze van de Nieuwe Rechtsen in de vervroegde presidentsverkiezingen van januari 2008. De Nieuwe Rechtsen en Industriëlen gingen daarna elk hun eigen weg voor de parlementsverkiezingen in mei 2008 en namen deel met hun eigen allianties. De NDP gokte verkeerd met een verbond met de Industriëlen, die de kiesdrempel niet behaalde in tegenstelling tot de brede Verenigde Oppositie van de Nieuwe Rechtsen.

### Laatste stuiptrekkingen

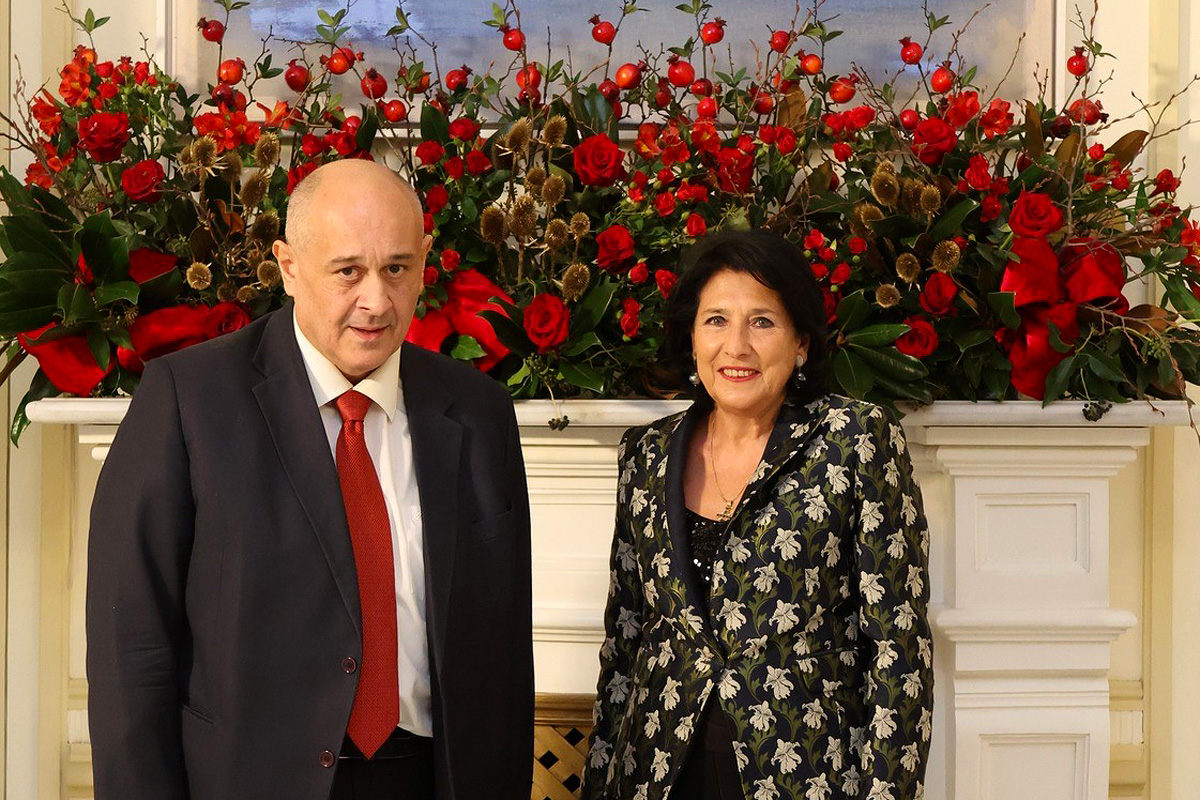
Partijleider Batsjoeki Kardava met president Salome Zoerabisjvili bij de afsluitende receptie van "Onze stem naar Europa" op 14 december 2023, de laatste avond voordat Georgië kandidaat-lid voor de EU werd.

De partij behaalde enkele maanden later, in november 2008, tijdens een tussentijdse verkiezing in het kiesdistrict Didoebe van Tbilisi haar eerste zetel sinds de jaren 90, voornamelijk doordat de regerende Verenigde Nationale Beweging niet meedeed. De NDP raakte hierdoor weer betrokken bij het wetgevende proces, zoals hervormingen van de kieswet en grondwet. Dit kon niet verhullen dat de NDP nog maar op weinig electorale steun kon rekenen. Ze had ook niet meer de organisatie en middelen om voldoende kandidaten bij verkiezingen in te zetten en kreeg geen aansluiting bij coalities. In de gemeenteraadsverkiezingen van 2010 had de partij maar een kandidaat in de 25 kiesdistricten van Tbilisi. De partij kreeg landelijk minder dan duizend stemmen.
De NDP had zich ook bij een belangrijk deel van de oppositie impopulair gemaakt door na de Russisch-Georgische Oorlog in 2008 een handvest met de regering te tekenen over de nationale prioriteiten, waaronder NAVO-lidmaatschap. De ondertekenaars in de oppositie werd kwalijk genomen dat ze meededen aan propaganda voor de beschadigde regering-Saakasjvili en meewerkten aan een poging zijn reputatie op te vijzelen. Toen oligarch Bidzina Ivanisjvili in november 2011 zijn ambities aankondigde om het leiderschap in Georgië over te nemen, wat tot de oprichting van Georgische Droom leidde, sloot hij onder andere de NDP dan ook uit van samenwerking als zijnde "pseudo-oppositie".  De NDP deed zelfstandig mee met de verkiezingen van 2012 en verloor kansloos haar enige zetel. In negen van de 73 districten in het land had ze een kandidaat op het stembiljet staan.
De partij was daarna nog wel als buitenparlementaire oppositie betrokken bij gesprekken om tot een evenredig kiesstelsel te komen en het daartoe geheel afschaffen van de enkelvoudige kiesdistricten. Ze deed niet mee met de lokale verkiezingen van 2014 en parlementsverkiezingen van 2016. In deze laatste steunde ze het blok rond Nieuwe Rechtsen, Girtsji, Nieuw Georgië en Staat voor de Mensen, maar was er geen deelgenoot van. Daarna haakte de NDP aan bij de coalitie rond de Verenigde Nationale Beweging en steunde de gezamenlijke oppositiekandidaat in de presidentsverkiezing van 2018. In die verkiezing had de NDP voor het eerst in haar bestaan ook een eigen kandidaat, die voor spek en bonen meedeed voor gratis zendtijd en het ophalen van donaties.

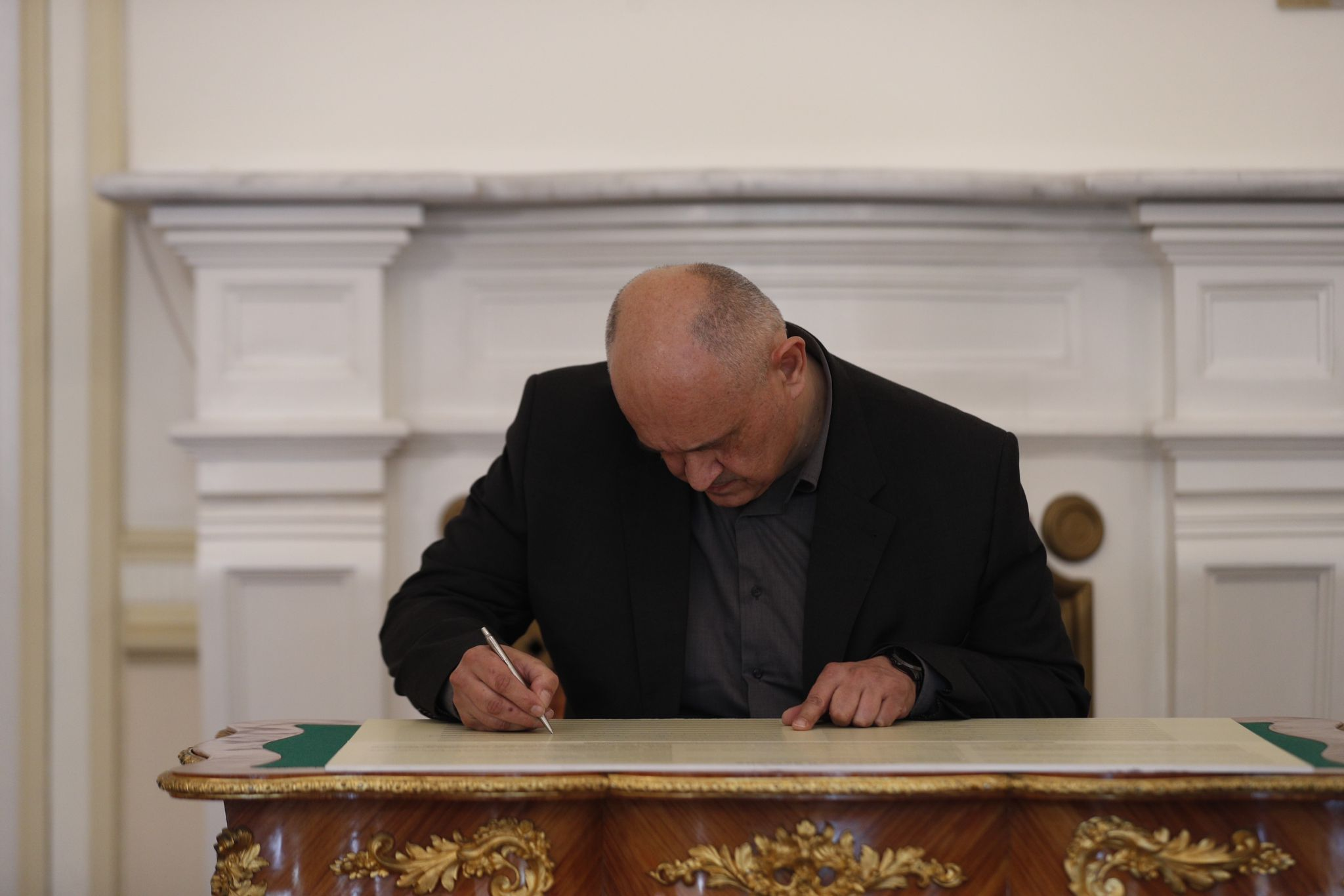
Een van de laatste politieke daden van partijleider Kardava was het ondertekenen van het 'Georgisch Handvest' van president Zoerabisjvili.

Tijdens de parlementsverkiezingen van 2020 deed de NDP met een eigen lijst mee, maar stond voorzitter Kardava op plaats 34 van de partijlijst van de Verenigde Nationale Beweging. Het werd de politieke zwanenzang voor de partij en Kardava, die nipt in het parlement werd gekozen. De NDP zelf behaalde vierhonderd stemmen en eindigde van alle vijftig deelnemende lijsten onderaan. In 2023 stemde Kardava met drie fractiegenoten van de Verenigde Nationale Beweging in met de benoeming van hoge rechters, die door Georgische Droom waren voorgedragen. Dit was tegen de oppositie-afspraken in. Na de controversiële stemming, die slecht viel in de fractie, verliet Kardava de fractie.
In juni 2024 ondertekende de partij het 'Georgisch Handvest', een initiatief van president Salome Zoerabisjvili om de pro-westerse oppositie te verenigen achter een plan van aanpak om het land weer terug te krijgen op het pad van Europese toetreding. De NDP deed niet mee met de verkiezingen van oktober 2024. Twee maanden later overleed Kardava plotseling op 54-jarige leeftijd, waarna de partij zonder leider bleef.

## Ideologie
De Nationaal-Democratische Partij wordt doorgaans gekarakteriseerd als een centrumrechtse, conservatieve en pro-Europese partij met een christendemocratisch profiel. De partij zag het herstel van de monarchie als middel voor nationale eenwording. Ze legde tijdens de verkiezingen van 1999 de prioriteiten bij de ontwikkeling van een vrijemarkteconomie, met nadruk op het kleinbedrijf, de lokale productie en het privébezit van land. Ten aanzien van de bestuurlijke inrichting van Georgië beoogde ze de invoering van een constitutionele monarchie, binnen een unitaire staat met zogeheten asymmetrisch regionalisme en culturele autonomie voor etnische minderheden.
In de verkiezingen van 2004 legde de NDP haar prioriteiten bij het verlagen van belastingen, de westerse integratie, de bevordering van Georgische culturele waarden en het belang van de Georgisch-Orthodoxe Kerk. In 2012 stelde de partij voor om huisvrouwen een speciale sociale status te geven en hen een maandsalaris te geven gelijke een ambtenaar, betaald uit de staatskas, als erkenning dat ook zogeheten niet-werkende vrouwen een full-time baan hebben aan het opvoeden van kinderen en zware huishoudelijke taken.

### Buitenlands beleid
Ten aanzien van het buitenlands beleid legde de partij de nadruk op de oriëntatie op de Westerse wereld. Zo was ze voor de integratie van Georgië in de Europese Unie en was ze voorstander van lidmaatschap van de NAVO. Het lidmaatschap van het Gemenebest van Onafhankelijke Staten was al sinds 1993 een doorn in het oog en was ook de aanleiding voor de breuk met de regering-Sjevardnadze. In 2004 stelde de partij dan ook dat Georgië zich uit het Gemenebest van Onafhankelijke Staten moest terugtrekken en dat de Russische militaire bases in Georgië moeten sluiten.

## Verkiezingen
Een overzicht van de verkiezingsuitslagen voor de partij.

### Parlementsverkiezingen
De Nationaal-Democratische Partij partij behaalde haar grootste electorale succes in 1992 en 1995, toen ze rond de acht procent van de stemmen kreeg. In 1995 werd de partij tweede achter de Burgerunie van Edoeard Sjevardnadze. In 1990 deed de partij niet mee voor de Hoge Raad, de eerste open verkiezingen in Sovjet-Georgië, omdat ze met een groot deel van de anti-Sovjet-oppositie parallelle verkiezingen voor een Nationaal Congres organiseerde. De partij deed na 2004 wisselend mee met parlementsverkiezingen.
| 1990                                           | Geen deelname | Geen deelname                                            | Geen deelname                                            | Geen deelname                                            | Geen deelname                                            | Geen deelname                                            | 0 / 150  |       |           | [ 46 ] |
| 1992                                           | 3             | 211.938                                                  | 8,2                                                      | 4                                                        | 12                                                       | 2                                                        | 14 / 234 | Nieuw | Regerend  | [ 47 ] |
| 1995                                           | 26            | 169.218                                                  | 7,95                                                     | 2                                                        | 31                                                       | 3                                                        | 34 / 233 | 20    | Oppositie |        |
| 1999                                           | 4             | 95.039                                                   | 4,95                                                     | 5                                                        | 0                                                        | 0                                                        | 0 / 235  | 34    |           | [ 48 ] |
| 2003                                           | 1             | Via kieslijst Voor een Nieuw Georgië - Burgerunie        | Via kieslijst Voor een Nieuw Georgië - Burgerunie        | Via kieslijst Voor een Nieuw Georgië - Burgerunie        | Via kieslijst Voor een Nieuw Georgië - Burgerunie        | Via kieslijst Voor een Nieuw Georgië - Burgerunie        |          |       |           | [ 49 ] |
| 2004                                           | 7             | 38.247                                                   | 2,61                                                     | 6                                                        | 0                                                        | 0                                                        | 0 / 235  |       |           | [ 50 ] |
| 2008                                           | 3             | Via kieslijst 'Rechtse Alliantie - Topadze Industriëlen' | Via kieslijst 'Rechtse Alliantie - Topadze Industriëlen' | Via kieslijst 'Rechtse Alliantie - Topadze Industriëlen' | Via kieslijst 'Rechtse Alliantie - Topadze Industriëlen' | Via kieslijst 'Rechtse Alliantie - Topadze Industriëlen' | 0 / 150  |       |           | [ 51 ] |
| 2008                                           | 3             | Via kieslijst 'Rechtse Alliantie - Topadze Industriëlen' | Via kieslijst 'Rechtse Alliantie - Topadze Industriëlen' | Via kieslijst 'Rechtse Alliantie - Topadze Industriëlen' | Via kieslijst 'Rechtse Alliantie - Topadze Industriëlen' | Via kieslijst 'Rechtse Alliantie - Topadze Industriëlen' | 1 / 150  | 1     | Oppositie | [ 52 ] |
| 2012                                           | 4             | 3.023                                                    | 0,14                                                     | 0                                                        | 0                                                        | 0                                                        | 0 / 150  | 1     |           |        |
| 2016                                           | Geen deelname | Geen deelname                                            | Geen deelname                                            | Geen deelname                                            | Geen deelname                                            | Geen deelname                                            | 0 / 150  |       |           |        |
| 2020                                           | 33            | 421                                                      | 0,02                                                     | 49                                                       | 0                                                        | 0                                                        | 0 / 150  |       |           |        |
| 2024                                           | Geen deelname | Geen deelname                                            | Geen deelname                                            | Geen deelname                                            | Geen deelname                                            | Geen deelname                                            | 0 / 150  |       |           |        |
| Bronnen: CESKO, Publika, Nohlen et al. Slider. |               |                                                          |                                                          |                                                          |                                                          |                                                          |          |       |           |        |

### Presidentsverkiezingen
De partij nomineerde alleen in de presidentsverkiezingen van 2018 een eigen kandidaat, die in een veld van 25 deelnemers laatste werd. In 2008 steunde de partij samen met Industrie Zal Georgië Redden de kandidaat van de Nieuwe Rechtsen, Davit Gamkrelidze, die vierde werd. De drie partijen werkten in deze periode jaar meer samen. In 2013 steunde de NDP Zoerab Charatisjvili, kandidaat namens de kleine partij Europese Democraten en een gerespecteerd voormalig voorzitter van de centrale verkiezingscommissie.
| Verkiezing | Kandidaat            | Partij              | Stemmen | %    | #   | Bron   |
| ---------- | -------------------- | ------------------- | ------- | ---- | --- | ------ |
| 2008       | Davit Gamkrelidze    | Nieuwe Rechtsen     | 79.747  | 4,0  | 4e  | [ 58 ] |
| 2013       | Zoerab Charatisjvili | Europese Democraten | 3.718   | 0,33 | 7e  | [ 59 ] |
| 2018       | Zviad Iasjvili       | NDP                 | 440     | 0,03 | 25e | [ 60 ] |
|            |                      |                     |         |      |     |        |

### Gemeenteraadsverkiezingen
De Nationaal-Democratische Partij had tot 2002 matig succes in de gemeenteraadsverkiezingen, daarna speelde de partij geen rol meer op lokaal niveau. In 2014 surfde de partij mee via de lijsten van Verenigde Nationale Beweging, de voormalige regeringspartij, waar ze zich eerder tegen afzette. In andere cycli hield de partij haar registratie wel actief, maar diende geen kandidatenlijsten in voor de verkiezingen. 
| 1998            | 11                     | 125.944                                   | 7,4                                       | 5                                         |                                           |                                           |                                           |                                           | [ 61 ]        |
| 2002            | 5                      |                                           |                                           |                                           |                                           |                                           | 86 / 4.801                                |                                           | [ 62 ]        |
| 2006            | Geen deelname (boycot) | Geen deelname (boycot)                    | Geen deelname (boycot)                    | Geen deelname (boycot)                    | Geen deelname (boycot)                    | Geen deelname (boycot)                    | Geen deelname (boycot)                    | Geen deelname (boycot)                    | [ 29 ]        |
| 2010            | 17                     | 855                                       | 0,5                                       | 13                                        | 0                                         | 0                                         | 0 / 1.731                                 | Stabiel                                   | [ 63 ] [ 64 ] |
| 2014            | 4                      | Geen deelname                             | Geen deelname                             | Geen deelname                             | Geen deelname                             | Geen deelname                             | Geen deelname                             | Geen deelname                             | [ 65 ] [ 66 ] |
| 2017            | 5                      | Deelname via Verenigde Nationale Beweging | Deelname via Verenigde Nationale Beweging | Deelname via Verenigde Nationale Beweging | Deelname via Verenigde Nationale Beweging | Deelname via Verenigde Nationale Beweging | Deelname via Verenigde Nationale Beweging | Deelname via Verenigde Nationale Beweging | [ 67 ]        |
| 2021            | 28                     | Geen deelname                             | Geen deelname                             | Geen deelname                             | Geen deelname                             | Geen deelname                             | Geen deelname                             | Geen deelname                             | [ 68 ]        |
| Bronnen: CESKO, |                        |                                           |                                           |                                           |                                           |                                           |                                           |                                           |               |

## Partijleiders
Oprichter van de partij Giorgi Tsjantoeria was de eerste voorzitter tot zijn moord in 1994. Zijn vrouw Irina Sarisjvili volgde hem op, maar werd na de Rozenrevolutie uit haar functie gezet. Batsjoeki Kardava werd vervolgens als voorzitter verkozen, wat hij tot zijn overlijden in december 2024 bleef.
| # | Naam                 | Van             | Tot              | Noot |
| - | -------------------- | --------------- | ---------------- | ---- |
| 1 | Giorgi Tsjantoeria † | 8 februari 1981 | 3 december 1994  |      |
| 2 | Irina Sarisjvili     | 1995            | 26 november 2003 |      |
| 3 | Batsjoeki Kardava †  | 2003            | 27 december 2024 |      |
| 4 | Vacant               |                 |                  |      |
|   |                      |                 |                  |      |

## Internationale relaties
De Nationaal-Democratische Partij is niet geassocieerd met internationale koepelorganisaties, maar was in het verleden vanaf 1993 lid van de Christendemocratische Internationale (CDI). In 1994 werd voorzitter Tsjantoeria verkozen tot secretaris-generaal van de Oost-Europese tak van de CDI.